# Duilio Davino
Duilio César Jean Pierre Davino Rodríguez (León, Guanajuato, México, 21 de marzo de 1976) es un exfutbolista y directivo mexicano. Jugó de defensa central y su último equipo fue Estudiantes Tecos de la Primera División de México. Llegó a ser analista deportivo en la cadena deportiva de televisión TUDN(antes Televisa Deportes), actualmente es directivo en la Federación Mexicana de Fútbol. 

## Vida privada
Es hijo del exfutbolista argentino Jorge Davino, su hermano Flavio también es un exjugador.
En 1999 actuó como él mismo en la telenovela protagonizada por Thalia: Rosalinda.

## Trayectoria
Duilio Davino debutó en la primera división mexicana el viernes 1 de abril de 1994 en la cancha del Estadio Tres de Marzo de la ciudad de Zapopan (Jalisco), cuando su equipo, los Tecos de la UAG se impusieron por marcador de 2-1 a las Chivas del Guadalajara, no volvió a jugar en ese torneo donde la escuadra obtuvo su único título de Liga al derrotar a Club Santos Laguna, tampoco en el certamen siguiente tuvo muchas oportunidades, pero fue en la temporada 1995-1996 cuando ganó la titularidad con el equipo universitario.
En el torneo de Invierno 1997 fue contratado por el Club América, equipo donde fue una pieza fundamental de la defensa. Capitán, líder y símbolo del americanismo, además de ayudar a su equipo a ganar dos títulos de liga en 2002 y 2005. 
El 18 de diciembre de 2007, Duilio Davino fue dado de baja del Club América; después de una década como zaguero central. Su último partido fue ante Club Arsenal de Sarandí argentino en la final de la Copa Sudamericana donde las águilas se quedaron con el subcampeonato.
A principios del 2008, fue anunciada su contratación por un club estadounidense, el FC Dallas el contrato se firmó por dos años.
En el Clausura 2009 jugó para el Puebla FC, donde ayudó al equipo a salvarse del descenso y a casi jugar una final de ese torneo; posteriormente se incorpora al Club de Fútbol Monterrey, con el que se ha coronado campeón en el Apertura 2009, Apertura 2010 y Concacaf Liga Campeones 2010-11, siendo pieza clave en la obtención de los 3 títulos para el equipo regiomontano. El 17 de enero de 2010 obtuvo el balón de oro a mejor defensa central del apertura 2009. Se desvinculó de Rayados Monterrey en mayo de 2011. Para así regresar al equipo que lo debutó en Primera División, luego de no poder mantenerse con Tecos UAG en el máximo circuito, al término del Clausura 2012 decidió retirase como jugador profesional.
Duilio es uno de los mejores defensas centrales de todas las épocas del fútbol mexicano. Dentro de sus cualidades destacaba la inteligencia, anticipación, saber leer los partidos y don de líder. El 17 de julio de 2012 se retira del fútbol profesional. Después laboro como director deportivo para Rayados de Monterrey. Actualmente lleva un puesto directivo en la FMF.

## Clubes

### Estadísticas
| Tecos U.A.G. · México |               |               |     |    |    |    |    |     |     |    |
| 1.ª | 1993-94       | 1             | 0   | -  | -  | -  | -  | 1   | 0   |    |
| 1.ª | 1994-95       | 5             | 0   | 1  | 0  | 0  | 0  | 6   | 0   |    |
| 1.ª | 1995-96       | 31            | 2   | 2  | 0  | -  | -  | 33  | 2   |    |
| 1.ª | 1996-97       | 32            | 1   | 7  | 0  | -  | -  | 39  | 1   |    |
| 1.ª | 2011-12       | 24            | 1   | -  | -  | -  | -  | 24  | 1   |    |
| Total club | Total club    | 93            | 4   | 10 | 0  | 0  | 0  | 103 | 4   |    |
| C. América · México |               |               |     |    |    |    |    |     |     |    |
| 1.ª | 1997-98       | 32            | 2   | -  | -  | -  | -  | 32  | 2   |    |
| 1.ª | 1998-99       | 19            | 0   | 2  | 0  | 6  | 0  | 27  | 0   |    |
| 1.ª | 1999-00       | 34            | 0   | 2  | 0  | 7  | 0  | 52  | 0   |    |
| 1.ª | 2000-01       | 34            | 2   | 1  | 0  | 4  | 0  | 42  | 2   |    |
| 1.ª | 2001-02       | 33            | 0   | 2  | 0  | 5  | 0  | 46  | 0   |    |
| 1.ª | 2002-03       | 39            | 2   | 1  | 0  | 6  | 0  | 51  | 2   |    |
| 1.ª | 2003-04       | 21            | 1   | 4  | 0  | 5  | 0  | 32  | 1   |    |
| 1.ª | 2004-05       | 35            | 1   | 5  | 0  | -  | -  | 40  | 1   |    |
| 1.ª | 2005-06       | 26            | 1   | -  | -  | 7  | 1  | 37  | 2   |    |
| 1.ª | 2006-07       | 36            | 1   | 3  | 0  | 9  | 0  | 53  | 1   |    |
| 1.ª | 2007          | 15            | 1   | -  | -  | 9  | 1  | 24  | 2   |    |
| Total club | Total club    | 324           | 11  | 20 | 0  | 58 | 2  | 402 | 13  |    |
| Dallas Burn Estados Unidos |               |               |     |    |    |    |    |     |     |    |
| 1.ª | 2008          | 23            | 0   | -  | -  | -  | -  | 23  | 0   |    |
| Total club | Total club    | 23            | 0   | -  | -  | -  | -  | 23  | 0   |    |
| Puebla F.C. · México |               |               |     |    |    |    |    |     |     |    |
| 1.ª | 2009          | 19            | 1   | -  | -  | -  | -  | 19  | 1   |    |
| Total club | Total club    | 19            | 1   | -  | -  | -  | -  | 19  | 1   |    |
| C.F. Monterrey · México |               |               |     |    |    |    |    |     |     |    |
| 1.ª | 2009-10       | 36            | 0   | 1  | 0  | 2  | 0  | 39  | 0   |    |
| 1.ª | 2010-11       | 30            | 0   | -  | -  | 4  | 0  | 34  | 0   |    |
| Total club | Total club    | 66            | 0   | 1  | 0  | 6  | 0  | 73  | 0   |    |
| Total carrera | Total carrera | Total carrera | 525 | 16 | 21 | 0  | 64 | 2   | 610 | 18 |
| (1)Incluye datos de la Copa México, Pre Pre Libertadores (1998, 1999, 2000 y 2001) e InterLiga (2004, 2005, 2007 y 2010). (2)Incluye datos de la Recopa de la Concacaf (1994), Copa de Gigantes de la Concacaf (2001), Copa Pre Libertadores (1998, 2000 y 2002), Copa Libertadores (1998, 2000, 2002, 2004, 2007 y 2010), Copa Sudamericana (2005 y 2007), Copa de Campeones de la Concacaf (2003 y 2006) y SuperLiga Norteamericana (2007). |               |               |     |    |    |    |    |     |     |    |

## Selección nacional
Recibió su primer llamado con Bora Milutinovic como DT y tuvo su debut el 11 de enero de 1996 en el encuentro México 5-0 San Vicente.
Así es como logró 85 participaciones con la Selección de fútbol de México en las cuales ha anotado 2 goles, y 1 autogol. Ha disputado una Copa del Mundo.

### Estadísticas
| Selección | Año   | Partidos | Goles |
| --------- | ----- | -------- | ----- |
| México    | 1996  | 14       | 0     |
| México    | 1997  | 20       | 0     |
| México    | 1998  | 14       | 0     |
| México    | 1999  | 1        | 0     |
| México    | 2000  | 9        | 1     |
| México    | 2001  | 10       | 0     |
| México    | 2002  | 0        | 0     |
| México    | 2003  | 6        | 0     |
| México    | 2004  | 8        | 1     |
| México    | 2005  | 1        | 0     |
| México    | 2006  | 2        | 0     |
| Total     | Total | 85       | 2     |

### Participaciones en fases finales
| Competición                            | Categoría | Sede                  | Resultado        | Partidos |
| -------------------------------------- | --------- | --------------------- | ---------------- | -------- |
| Copa Mundial de Fútbol Juvenil de 1993 | Sub-20    | Australia             | Octavos de final | 4        |
| Juegos Olímpicos de 1996               | Sub-23    | Estados Unidos        | Cuartos de final | 4        |
| Copa USA 1996                          | Absoluta  | Estados Unidos        | Campeón          | 3        |
| Copa Oro CONCACAF 1996                 | Absoluta  | Estados Unidos        | Campeón          | 4        |
| Copa USA 1997                          | Absoluta  | Estados Unidos        | Campeón          | 3        |
| Copa América 1997                      | Absoluta  | Estados Unidos        | Tercer lugar     | 4        |
| Copa FIFA Confederaciones 1997         | Absoluta  | Arabia Saudita        | Primera fase     | 2        |
| Copa Oro CONCACAF 1998                 | Absoluta  | Estados Unidos        | Campeón          | 4        |
| Copa Mundial FIFA 1998                 | Absoluta  | Francia               | Octavos de final | 4        |
| Copa FIFA Confederaciones 2001         | Absoluta  | Corea del Sur y Japón | Primera fase     | 3        |
| Copa América 2004                      | Absoluta  | Perú                  | Cuartos de final | 4        |

### Participaciones en fases clasificatorias
| Competición                | Categoría | Sede                                 | Resultado   | Partidos | Goles |
| -------------------------- | --------- | ------------------------------------ | ----------- | -------- | ----- |
| Clasificación Mundial 1998 | Absoluta  | Norteamérica, Centroamérica y Caribe | Clasificado | 12       | 0     |
| Clasificación Mundial 2002 | Absoluta  | Norteamérica, Centroamérica y Caribe | Clasificado | 7        | 1     |
| Clasificación Mundial 2006 | Absoluta  | Norteamérica, Centroamérica y Caribe | Clasificado | 3        | 1     |

### Partidos internacionales
| #  | Fecha                    | Rival             | Sede              | Estadio                         | Resultado | Competición                     |
| -- | ------------------------ | ----------------- | ----------------- | ------------------------------- | --------- | ------------------------------- |
| 1  | 11 de enero de 1996      | San Vicente       | San Diego         | Jack Murphy Stadium             | 5 - 0     | Copa de Oro de la Concacaf 1996 |
| 2  | 14 de enero de 1996      | Guatemala         | San Diego         | Estadio Qualcomm                | 1 - 0     | Copa de Oro de la Concacaf 1996 |
| 3  | 19 de enero de 1996      | Guatemala         | San Diego         | Estadio Qualcomm                | 1 - 0     | Copa de Oro de la Concacaf 1996 |
| 4  | 21 de enero de 1996      | Brasil            | Los Ángeles       | Los Angeles Memorial Coliseum   | 2 - 0     | Copa de Oro de la Concacaf 1996 |
| 5  | 7 de febrero de 1996     | Chile             | Viña del Mar      | Estadio Sausalito               | 1 - 2     | Amistoso                        |
| 6  | 8 de junio de 1996       | Bolivia           | San José          | Cotton Bowl                     | 1 - 0     | Copa USA 1996                   |
| 7  | 12 de junio de 1996      | Irlanda           | East Rutherford   | Giants Stadium                  | 2 - 2     | Copa USA 1996                   |
| 8  | 16 de junio de 1996      | Estados Unidos    | Los Ángeles       | Los Angeles Memorial Coliseum   | 2 - 2     | Copa USA 1996                   |
| 9  | 31 de agosto de 1996     | Francia           | París             | Parque de los Príncipes         | 0 - 2     | Amistoso                        |
| 10 | 17 de noviembre de 1996  | Jamaica           | Ciudad de México  | Estadio Azteca                  | 2 - 1     | Clasificación Mundial 1998      |
| 11 | 30 de octubre de 1996    | San Vicente       | Ciudad de México  | Estadio Azteca                  | 5 - 1     | Clasificación Mundial 1998      |
| 12 | 6 de noviembre de 1996   | Honduras          | Ciudad de México  | Estadio Azteca                  | 3 - 1     | Clasificación Mundial 1998      |
| 13 | 17 de noviembre de 1996  | Jamaica           | Kingston          | Parque Independence             | 0 - 1     | Clasificación Mundial 1998      |
| 14 | 20 de noviembre de 1996  | El Salvador       | Los Ángeles       | Los Angeles Memorial Coliseum   | 3 - 1     | Amistoso                        |
| 15 | 17 de enero de 1997      | Dinamarca         | Houston           | Jack Murphy Stadium             | 3 - 1     | Copa USA 1997                   |
| 16 | 19 de enero de 1997      | Estados Unidos    | Pasadena          | Estadio Rose Bowl               | 2 - 0     | Copa USA 1997                   |
| 17 | 22 de enero de 1997      | Perú              | Pasadena          | Estadio Rose Bowl               | 2 - 0     | Copa USA 1997                   |
| 18 | 19 de febrero de 1997    | Guatemala         | Dallas            | Bulldog Stadium                 | 1 - 1     | Amistoso                        |
| 19 | 2 de marzo de 1997       | Canadá            | Ciudad de México  | Estadio Azteca                  | 4 - 0     | Clasificación Mundial 1998      |
| 20 | 16 de marzo de 1997      | Costa Rica        | Tibás             | Estadio Ricardo Saprissa Aymá   | 0 - 0     | Clasificación Mundial 1998      |
| 21 | 29 de marzo de 1997      | Inglaterra        | Londres           | Wembley Stadium                 | 0 - 2     | Amistoso                        |
| 22 | 20 de abril de 1997      | Estados Unidos    | Boston            | Sullivan Stadium                | 2 - 2     | Clasificación Mundial 1998      |
| 23 | 30 de abril de 1997      | Brasil            | Miami             | Joe Robbie Stadium              | 0 - 4     | Amistoso                        |
| 24 | 8 de junio de 1997       | El Salvador       | Cuscatlán         | Estadio Cuscatlán               | 1 - 0     | Amistoso                        |
| 25 | 13 de junio de 1997      | Colombia          | Santa Cruz        | Estadio Ramón Tahuichi Aguilera | 2 - 1     | Copa América 1997               |
| 26 | 16 de junio de 1997      | Brasil            | Santa Cruz        | Estadio Ramón Tahuichi Aguilera | 2 - 3     | Copa América 1997               |
| 27 | 19 de junio de 1997      | Costa Rica        | Santa Cruz        | Estadio Ramón Tahuichi Aguilera | 1 - 1     | Copa América 1997               |
| 28 | 22 de junio de 1997      | Ecuador           | Cochabamba        | Estadio Félix Capriles          | 1 - 1     | Copa América 1997               |
| 29 | 5 de octubre de 1997     | El Salvador       | Ciudad de México  | Estadio Azteca                  | 5 - 0     | Clasificación Mundial 1998      |
| 30 | 12 de octubre de 1997    | Canadá            | Edmonton          | Commonwealth Stadium            | 2 - 2     | Clasificación Mundial 1998      |
| 31 | 2 de noviembre de 1997   | Estados Unidos    | Ciudad de México  | Estadio Azteca                  | 0 - 0     | Clasificación Mundial 1998      |
| 32 | 9 de noviembre de 1997   | Costa Rica        | Ciudad de México  | Estadio Azteca                  | 3 - 3     | Clasificación Mundial 1998      |
| 33 | 12 de diciembre de 1997  | Arabia Saudita    | Riad              | Estadio Rey Fahd                | 5 - 0     | Copa Confederaciones 1997       |
| 34 | 16 de diciembre de 1997  | Brasil            | Riad              | Estadio Rey Fahd                | 2 - 3     | Copa Confederaciones 1997       |
| 35 | 4 de febrero de 1998     | Trinidad y Tobago | Oakland           | O.co Coliseum                   | 4 - 2     | Copa de Oro de la Concacaf 1998 |
| 36 | 7 de febrero de 1998     | Honduras          | Oakland           | O.co Coliseum                   | 2 - 0     | Copa de Oro de la Concacaf 1998 |
| 37 | 12 de febrero de 1998    | Jamaica           | Los Ángeles       | Los Angeles Memorial Coliseum   | 1 - 0     | Copa de Oro de la Concacaf 1998 |
| 38 | 15 de febrero de 1998    | Estados Unidos    | Los Ángeles       | Memorial Coliseum               | 1 - 0     | Copa de Oro de la Concacaf 1998 |
| 39 | 15 de abril de 1998      | Perú              | San Diego         | Qualcomm Stadium                | 1 - 0     | Amistoso                        |
| 40 | 9 de mayo de 1998        | Estonia           | Montecatini Terme | Stadio Enzo Mazotti             | 6 - 0     | Amistoso                        |
| 41 | 20 de mayo de 1998       | Noruega           | Oslo              | Bislett Stadion                 | 2 - 5     | Amistoso                        |
| 42 | 23 de mayo de 1998       | Irlanda           | Dublín            | Estadio Aviva                   | 0 - 0     | Amistoso                        |
| 43 | 31 de mayo de 1998       | Japón             | Lausanne          | Stade de La Pontaise            | 2 - 1     | Amistoso                        |
| 44 | 13 de junio de 1998      | Corea del Sur     | Lyon              | Stade Gerland                   | 1 - 3     | Copa Mundial de Fútbol de 1998  |
| 45 | 20 de junio de 1998      | Bélgica           | Burdeos           | Stade Jacques Chaban-Delmas     | 2 - 2     | Copa Mundial de Fútbol de 1998  |
| 46 | 25 de junio de 1998      | Países Bajos      | Saint-Étienne     | Stade Geoffroy-Guichard         | 2 - 2     | Copa Mundial de Fútbol de 1998  |
| 47 | 29 de junio de 1998      | Alemania          | Montpellier       | Stade de la Mosson              | 2 - 1     | Copa Mundial de Fútbol de 1998  |
| 48 | 17 de noviembre de 1998  | El Salvador       | Los Ángeles       | Los Angeles Memorial Coliseum   | 2 - 0     | Amistoso                        |
| 49 | 10 de febrero de 1999    | Argentina         | East Rutherford   | Giants Stadium                  | 0 - 1     | Amistoso                        |
| 50 | 19 de enero de 2000      | Rumania           | Monterrey         | Estadio Tecnológico             | 3 - 1     | Amistoso                        |
| 51 | 1 de julio de 2000       | El Salvador       | San Francisco     | Stade de la Mosson              | 0 - 3     | Amistoso                        |
| 52 | 23 de julio de 2000      | Trinidad y Tobago | Puerto España     | Queen's Park Oval               | 0 - 1     | Clasificación Mundial 2002      |
| 53 | 20 de septiembre de 2000 | Ecuador           | San Diego         | The Home Depot Center           | 2 - 0     | Amistoso                        |
| 54 | 27 de septiembre de 2000 | Bolivia           | San José          | Spartan Stadium                 | 2 - 0     | Amistoso                        |
| 55 | 8 de octubre de 2000     | Trinidad y Tobago | Ciudad de México  | Estadio Azteca                  | 7 - 0     | Clasificación Mundial 2002      |
| 56 | 20 de septiembre de 2000 | Estados Unidos    | Los Ángeles       | Los Angeles Memorial Coliseum   | 0 - 2     | Amistoso                        |
| 57 | 15 de noviembre de 2000  | Canadá            | Toronto           | BMO Field                       | 0 - 0     | Clasificación Mundial 2002      |
| 58 | 20 de diciembre de 2000  | Argentina         | Los Ángeles       | Los Angeles Memorial Coliseum   | 0 - 2     | Amistoso                        |
| 59 | 7 de marzo de 2001       | Brasil            | Guadalajara       | Estadio Jalisco                 | 3 - 3     | Amistoso                        |
| 60 | 25 de marzo de 2001      | Jamaica           | Ciudad de México  | Estadio Azteca                  | 4 - 0     | Clasificación Mundial 2002      |
| 61 | 11 de abril de 2001      | Chile             | Monterrey         | Estadio Tecnológico             | 2 - 0     | Amistoso                        |
| 62 | 25 de abril de 2001      | Trinidad y Tobago | Puerto España     | Queen's Park Oval               | 1 - 1     | Clasificación Mundial 2002      |
| 63 | 25 de mayo de 2001       | Inglaterra        | Derby             | Pride Park Stadium              | 0 - 4     | Amistoso                        |
| 64 | 30 de mayo de 2001       | Australia         | Suwon             | Estadio Mundialista de Suwon    | 0 - 2     | Copa Confederaciones 2001       |
| 65 | 1 de junio de 2001       | Corea del Sur     | Ulsan             | Estadio Mundialista de Ulsan    | 1 - 2     | Copa Confederaciones 2001       |
| 66 | 3 de junio de 2001       | Francia           | Ulsan             | Estadio Mundialista de Ulsan    | 0 - 4     | Copa Confederaciones 2001       |
| 67 | 16 de junio de 2001      | Costa Rica        | Ciudad de México  | Estadio Azteca                  | 1 - 2     | Clasificación Mundial 2002      |
| 68 | 20 de junio de 2001      | Honduras          | San Pedro Sula    | Estadio Francisco Mozarán       | 1 - 3     | Clasificación Mundial 2002      |
| 69 | 4 de febrero de 2003     | Argentina         | Los Ángeles       | Los Angeles Memorial Coliseum   | 0 - 1     | Amistoso                        |
| 70 | 12 de febrero de 2003    | Colombia          | Phoenix           | Bank One Ballpark               | 0 - 0     | Amistoso                        |
| 71 | 19 de marzo de 2003      | Bolivia           | Texas             | Texas Stadium                   | 1 - 0     | Amistoso                        |
| 72 | 26 de marzo de 2003      | Paraguay          | San Diego         | Estadio Qualcomm                | 1 - 1     | Amistoso                        |
| 73 | 30 de abril de 2003      | Brasil            | Carson            | StubHub Center                  | 0 - 0     | Amistoso                        |
| 74 | 8 de mayo de 2003        | Estados Unidos    | Houston           | Reliant Stadium                 | 0 - 0     | Amistoso                        |
| 75 | 31 de marzo de 2004      | Costa Rica        | Carson            | The Home Depot Center           | 2 - 0     | Amistoso                        |
| 76 | 28 de abril de 2004      | Estados Unidos    | Pasadena          | Estadio Rose Bowl               | 1 - 0     | Amistoso                        |
| 77 | 19 de junio de 2004      | Dominica          | San Antonio       | Alamodome                       | 10 - 0    | Clasificación Mundial 2006      |
| 78 | 27 de junio de 2004      | Dominica          | Aguascalientes    | Estadio Victoria                | 8 - 0     | Clasificación Mundial 2006      |
| 79 | 7 de julio de 2004       | Uruguay           | Chiclayo          | Estadio Elías Aguirre           | 2 - 2     | Copa América 2004               |
| 80 | 10 de julio de 2004      | Argentina         | Chiclayo          | Estadio Elías Aguirre           | 0 - 1     | Copa América 2004               |
| 81 | 13 de julio de 2004      | Ecuador           | Chiclayo          | Estadio Elías Aguirre           | 2 - 1     | Copa América 2004               |
| 82 | 18 de julio de 2004      | Brasil            | Piura             | Estadio Miguel Grau             | 3 - 0     | Copa América 2004               |
| 83 | 3 de septiembre de 2005  | Estados Unidos    | Ohio              | Columbus Crew Stadium           | 0 - 2     | Clasificación Mundial 2006      |
| 84 | 25 de enero de 2006      | Noruega           | California        | Monster Park                    | 2 - 1     | Amistoso                        |
| 85 | 29 de marzo de 2006      | Paraguay          | Chicago           | Soldier Field                   | 2 - 1     | Amistoso                        |

### Goles internacionales
| # | Fecha                | Rival             | Marcador | Resultado | Competición                |
| - | -------------------- | ----------------- | -------- | --------- | -------------------------- |
| 1 | 8 de octubre de 2000 | Trinidad y Tobago | 2-0      | 7-0       | Clasificación Mundial 2002 |
| 2 | 19 de junio de 2004  | Dominica          | 8-0      | 10-0      | Clasificación Mundial 2006 |

## Palmarés

### Campeonatos nacionales
| Título               | Club            | País           | Año     |
| -------------------- | --------------- | -------------- | ------- |
| Primera División     | Tecos de la UAG | México         | 1993-94 |
| Pre Pre Libertadores | América         | Estados Unidos | 2001    |
| Primera División     | América         | México         | 2002    |
| Primera División     | América         | México         | 2005    |
| Campeón de Campeones | América         | México         | 2005    |
| Primera División     | Monterrey       | México         | 2009    |
| Primera División     | Monterrey       | México         | 2010    |

### Campeonatos internacionales
| Título                          | Club               | País               | Año  |
| ------------------------------- | ------------------ | ------------------ | ---- |
| Recopa CONCACAF                 | Tecos U.A.G.       | Estados Unidos     | 1995 |
| Copa Oro CONCACAF               | Selección Mexicana | Estados Unidos     | 1996 |
| Copa Oro CONCACAF               | Selección Mexicana | Estados Unidos     | 1998 |
| Copa de Gigantes de la Concacaf | América            | México             | 2001 |
| Pre Libertadores                | América            | México y Venezuela | 2002 |
| Copa Campeones CONCACAF         | América            | México             | 2006 |
| Liga Campeones CONCACAF         | Monterrey          | México             | 2011 |

### Distinciones individuales
| Distinción                                                | Año  |
| --------------------------------------------------------- | ---- |
| Citlalli al Mejor Novato de la Primera División de México | 1996 |
| Citlalli al Mejor Defensa Central del Torneo Apertura     | 2009 |